# Cephalenchus tahus
Cephalenchus tahus är en rundmaskart som beskrevs av Charles Thorold Wood 1973. Cephalenchus tahus ingår i släktet Cephalenchus och familjen Tylenchidae. Inga underarter finns listade i Catalogue of Life.